# Pic de Nakourou
Pic de Nakourou (Téna Kourou) – góra w zachodnim Burkina Faso, niedaleko granicy Mali. Wznosi się na wysokość 749 m n.p.m. i jest to najwyższy szczyt kraju. Należy do Wyżyny Gwinejskiej. Z podnóża góry wypływa rzeka Wolta Czarna.